# Adam Eaton (baseball, 1977)
Pour le voltigeur de baseball, voir Adam Eaton (baseball, 1988).
Adam Thomas Eaton (né le 23 novembre 1977 à Seattle, Washington, États-Unis) est un lanceur droitier de baseball ayant joué dans les Ligues majeures de 2000 à 2009.

## Carrière
Adam Eaton est drafté le 4 juin 1996 par les Phillies de Philadelphie au premier tour de sélection (11e choix).
Il est transféré chez les Padres de San Diego le 10 novembre 1999 et débute en Ligue majeure le 30 mai 2000 sous les couleurs des Padres.
Avant la fin de sa dernière année de contrat, il est échangé aux Rangers du Texas, équipe avec laquelle il dispute la saison 2006.
Adam Eaton signe comme agent libre chez les Phillies de Philadelphie le 27 novembre 2006. Il est le lanceur perdant crédité de la 10000e défaite de l'histoire des Phillies le 15 juillet 2007. Il prend part à la première partie de la saison 2008. Reversé en Triple-A en juillet, il revient dans l'effectif actif comme lanceur de relève en septembre mais n'est pas utilisé lors des matches de séries éliminatoires. Il est néanmoins membre de l'équipe des Phillies championne de la Série mondiale 2008.
Libéré de son contrat chez les Phillies le 1er mars 2009, il s'engage chez les Orioles de Baltimore pour la saison 2009. De nouveau libéré de son contrat le 22 mai, il signe chez les Rockies du Colorado le 6 juin 2009.

## Statistiques
| Saison | Équipe       | G   | GS  | CG | SHO | V  | D  | SV | IP     | SO  | ERA  |
| ------ | ------------ | --- | --- | -- | --- | -- | -- | -- | ------ | --- | ---- |
| 2000   | San Diego    | 22  | 22  | 0  | 0   | 7  | 4  | 0  | 135.0  | 90  | 4,13 |
| 2001   | San Diego    | 17  | 17  | 2  | 0   | 8  | 5  | 0  | 116.2  | 109 | 4,32 |
| 2002   | San Diego    | 6   | 6   | 0  | 0   | 1  | 1  | 0  | 33.1   | 25  | 5,40 |
| 2003   | San Diego    | 31  | 31  | 1  | 0   | 11 | 14 | 0  | 183.0  | 146 | 4,08 |
| 2004   | San Diego    | 33  | 33  | 0  | 0   | 11 | 14 | 0  | 199.1  | 153 | 4,61 |
| 2005   | San Diego    | 24  | 22  | 0  | 0   | 11 | 5  | 0  | 128.2  | 100 | 4,27 |
| 2006   | Texas        | 13  | 13  | 0  | 0   | 7  | 4  | 0  | 65.0   | 43  | 5,12 |
| 2007   | Philadelphie | 30  | 30  | 0  | 0   | 10 | 10 | 0  | 161.2  | 97  | 6,29 |
| 2008   | Philadelphie | 21  | 19  | 0  | 0   | 4  | 8  | 0  | 107.0  | 57  | 5,80 |
| 2009   | Baltimore    | 8   | 8   | 0  | 0   | 2  | 5  | 0  | 41.0   | 28  | 8,56 |
| 2009   | Colorado     | 4   | 0   | 0  | 0   | 1  | 0  | 0  | 8.0    | 7   | 5,62 |
| Totaux | Totaux       | 209 | 201 | 3  | 0   | 71 | 68 | 0  | 1178.2 | 855 | 4,94 |

Note: G = Matches joués ; GS = Matches comme lanceur partant ; CG = Matches complets ; SHO = Blanchissages ; 
V = Victoires ; D = Défaites ; SV = Sauvetages ; IP = Manches lancées ; SO = retraits sur des prises ; ERA = Moyenne de points mérités.